# Gamla Bankgården i Vrigstad

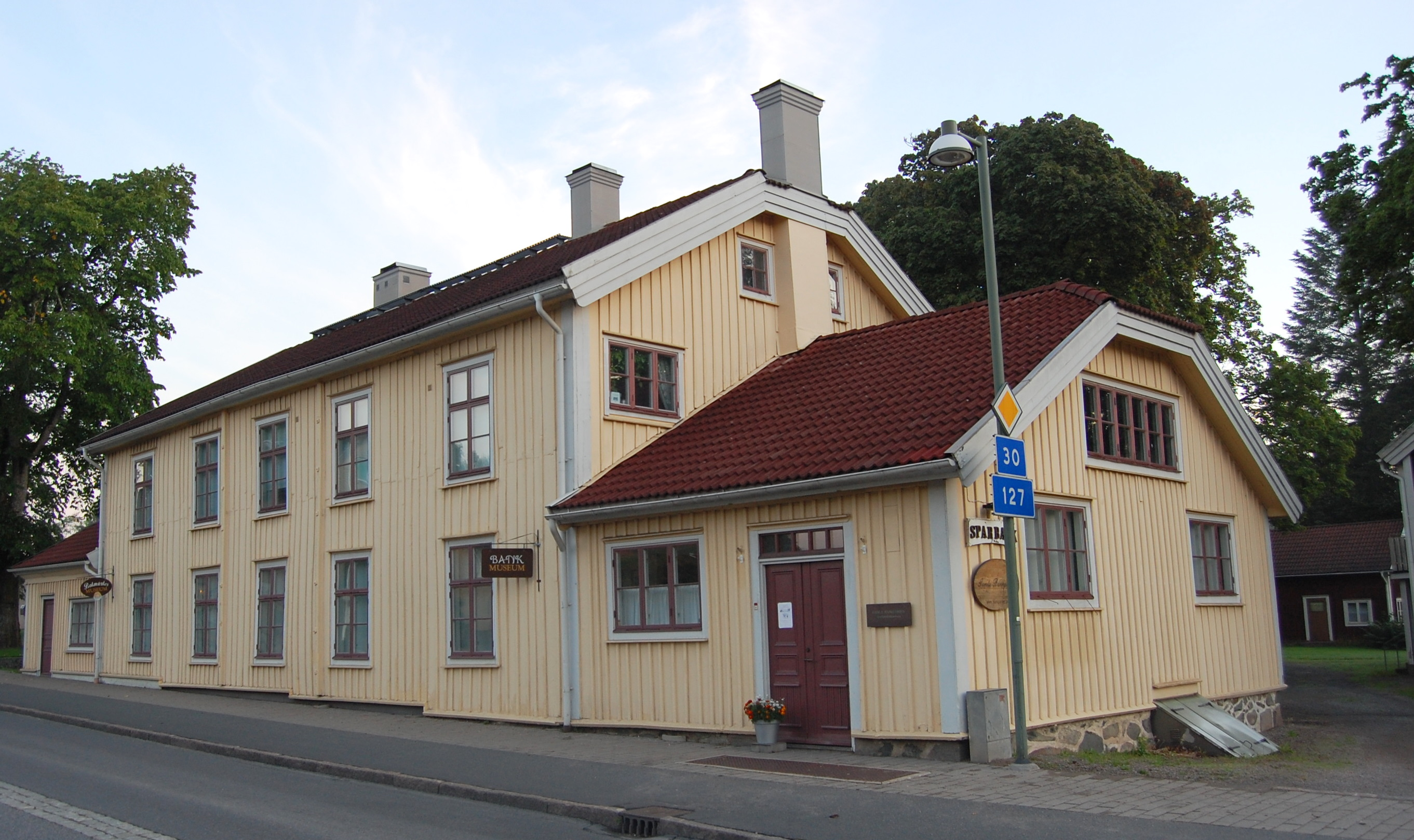
Bankmuseum in Vrigstad

Gamla Bankgården i Vrigstad (deutsch: Alter Bankhof in Vrigstad) ist ein Bankmuseum in Vrigstad in der schwedischen Gemeinde Sävsjö.
Das Museum befindet sich in der Ortsmitte von Vrigstad in der Straße Jönköpingsvägen Nr. 2, westlich des Flusses Vrigstadsån.
Im Museum werden eine Bank sowie im Obergeschoss des Hauses eine kleinbürgerliche Wohnung aus der Zeit um 1900 präsentiert. Die Einrichtung der Wohnung stammt aus dem Jahr 1898, als der Bankdirektor Alfred Dahl dort mit seiner Familie einzog. Die Platzierung der Möbel ist seit diesem Zeitpunkt unverändert. Nach dem Tod des 1995 im Alter von 91 Jahren verstorbenen jüngsten Kindes von Alfred Dahl wünschte die Familie, dass die Wohnung zum Bestandteil des Bankmuseums wird.
Insgesamt befinden sich auf dem Hof drei Generationen von Bankgebäuden.